# Pniewy (jezioro na Pojezierzu Poznańskim)
Pniewy – jezioro morenowe na Pojezierzu Poznańskim, w województwie wielkopolskim, na terenie powiatu szamotulskiego, w gminie Pniewy, w mieście Pniewy.

## Warunki naturalne
Jezioro ma owalny kształt, jest dość płytkie i silnie zamulone. Duży wpływ na przyspieszenie eutrofizacji tego zbiornika wywierają ścieki z miasta Pniewy. W okresie ostrych zim jezioro jest podatne na przyduchę. Jezioro posiada dopływ z jeziora Lubosz Wielki oraz odpływ – rzekę Mogilnicę.

### Ukształtowanie dna
Dno jest zróżnicowane. Posiada 3 głęboczki i wyniesienie dna w postaci wyspy o pow. 0,1 ha. Dno prawie całkowicie pokryte jest osadami organicznymi o miąższości od 0,3 do 1 m.

### Roślinność
- Roślinność wynurzona[1] zajmuje szeroki pas wzdłuż linii brzegowej, jest to głównie trzcina pospolita, tatarak i turzyca.
- Roślinność zanurzona jest słabo rozwinięta, ze względu na małą przejrzystość wody, jedynie przy północno-zachodnim brzegu jeziora występuje rdestnica kędzierzawa i wywłócznik.
- Roślinność pływająca – występują pojedyncze zespoły grzybienia białego, grążela żółtego i rzęsy trójrowkowej.

### Przeźroczystość wody
Przeźroczystość latem wynosi 20 cm, wiosną 50 cm. Z powodu ścieków komunalnych w jeziorze występują zakwity fitoplanktonu.

### Fauna
- Występujące gatunki ryb[1] to karp, węgorz, amur biały, szczupak, tołpyga, okoń, lin, karaś złocisty, leszcz, krąp, płoć, wzdręga, ukleja i sandacz.

## Warunki do wędkowania
W klasyfikacji rybackiej jezioro określane jest typem karpiowym. W okresie ostrych zim jezioro jest podatne na przyduchę. Tak było m.in. w 1991 roku, kiedy to wyginęło prawie całe pogłowie ryb, co z kolei spowodowało zmianę typu rybackiego jeziora z linowo-szczupakowego na jezioro karpiowe. Co roku jezioro jest dorybiane, systematycznie przerzuca się ryby z innych jezior. 
Z uwagi na częściową zabudowę linii brzegowej przez miasto oraz kąpielisko miejskie i silne zarośnięcie brzegów roślinnością wynurzoną występują tu znacznie ograniczone warunki do wędkowania.